# Raúl Rivas
Raúl Rivas ( Portoviejo, Provincia de Manabí, Ecuador, 12 de enero de 1989) es un exfutbolista ecuatoriano.

## Trayectoria
Raúl se inició en el Cristo Rey y también jugó en la selección de Manabí. En el 2007 fue adquirido por la Liga de Portoviejo, donde tuvo su debut en primera, pero su club no pudo mantener la categoría. En segunda división no pudo ayudar a su club a ascender a la Primera Categoría de Privilegio de Ecuador. En Liga tuvo muy buenas participaciones y pudo marcar 16 goles. En el 2013 llegó al Manta FC.

## Clubes
| Club               | País    | Año        | partidos | Goles |
| ------------------ | ------- | ---------- | -------- | ----- |
| Liga de Portoviejo | Ecuador | 2007-2012  | 77       | 16    |
| Manta Fútbol Club  | Ecuador | 2013- 2014 | 2        | 0     |